# Bundesstraße 424
Die Bundesstraße 424 (Abkürzung: B 424) führt vom Grenzübergang Schweyen nach Hornbach, von wo sie dem Hornbachtal auf ganzer Strecke rechts des Bachlaufs folgt, bis sie am südlichen Stadtrand von Zweibrücken die A 8 erreicht. Vor dem Bau der Autobahn führte die B 424 weiter durch die Stadt bis zur B 10.
Seit dem Bau einer direkten Straßenverbindung von der Autobahnanschlussstelle Contwig über den Flugplatz Zweibrücken nach Hornbach hat die B 424 an Bedeutung für den Schwerlastverkehr eingebüßt.

## Geschichte
Die Straße von Straßburg über Bitsch nach Zweibrücken wurde am 16. Dezember 1811 zur Route impériale Nr. 80 erklärt. Vier Jahre später änderten sich die Staatsgrenzen durch den Wiener Kongress.
Die Pfalz gehörte zwischen 1815 und 1918 zum Königreich Bayern und anschließend bis 1945 zum Freistaat Bayern. Die bayerische Staatsstraße Nr. 33 begann in Einöd und führte über Zweibrücken nach Bitsch.
In den 1960er Jahren wurde diese Strecke als Bundesstraße eingestuft.